# Bogowie ulicy
Bogowie ulicy (ang. End of Watch) – amerykański dramat sensacyjny z 2012 roku, oparty na scenariuszu i w reżyserii Davida Ayera. Wyprodukowany przez Open Road Films.
Światowa premiera filmu miała miejsce 8 września 2012 roku podczas 37. Międzynarodowego Festiwalu Filmowego w Toronto. W Polsce premiera filmu odbyła się 14 grudnia 2012 roku.

## Opis fabuły
Brian Taylor (Jake Gyllenhaal), były komandos, pracuje w policji Los Angeles. Wraz ze swoim partnerem Mikiem Zavalą (Michael Peña) patroluje ulice pełnej zbrodni i przemocy metropolii. Policjanci interweniują w przypadkach awantur domowych, ulicznych strzelanin i gangsterskich porachunków. Kiedy wypowiedzą wojnę potężnemu meksykańskiemu kartelowi narkotykowemu Sinaloa, nie przebierają w środkach. Nie zważają nawet na to, że ich niekoniecznie zgodne z regulaminem poczynania są nagrywane: oficerowie mają przypięte do mundurów stale włączone minikamery. W bezpardonowej walce z przestępcami zaryzykują karierę, związki z najbliższymi i życie.

## Obsada
- Jake Gyllenhaal jako Brian Taylor
- Michael Peña jako Mike Zavala
- Natalie Martinez jako Gabby
- Anna Kendrick jako Janet
- David Harbour jako Van Hauser
- Frank Grillo jako Sarge
- America Ferrera jako Orozco
- Cle Sloan jako pan Tre

i inni